# The Daleks
The Daleks (també conegut com The Mutants i The Dead Planet) és el segon serial de la sèrie de televisió britànica de ciència-ficció Doctor Who, que es va emetre per primera vegada a la BBC TV en set parts setmanals del 21 de desembre de 1963 a l'1 de febrer de 1964. Escrit per Terry Nation i dirigida per Christopher Barry i Richard Martin, aquesta història marca la primera aparició dels dolents més populars del programa, els dàleks, i els habitants recurrents de Skaro, els Thals.
Al serial, el Primer Doctor (William Hartnell ), la seva néta Susan Foreman (Carole Ann Ford) i els seus professors Ian Chesterton (William Russell) i Barbara Wright (Jacqueline Hill) aterren a una jungla alienígena i són capturats pels dàleks. una raça de criatures mutades que sobreviuen de la radiació que queda a l'atmosfera després d'una guerra nuclear amb els seus enemics. A mesura que el grup intenta escapar dels dàleks, descobreixen més sobre el planeta i la guerra que s'hi ha produït lloc, i intenten negociar una pau.
The Daleks va ser encarregat originalment per l'editor de guions David Whitaker, després d'haver vist l'altre treball d'escriptura de Nation. Nation va escriure un esquema de la història, influenciat per l'amenaça d'extermini racial per part dels nazis. Whitaker i la productora Verity Lambert van quedar impressionats, malgrat la desaprovació del creador del programa, Sydney Newman, que volia evitar les sèries amb "monstres d'ulls d'insectes". Barry va dirigir diversos episodis de The Daleks, seguit per Martin que va dirigir tres episodis a causa dels altres compromisos de Barry. Els dàleks van ser dissenyats per Raymond Cusick, i van ser sotmesos a diverses iteracions, mentre que les veus dàleks es van aconseguir mitjançant un modulador en anell.
El serial es va estrenar amb set milions d'espectadors, i el públic va créixer a mesura que s'estenia la notícia sobre els dàleks; l'audiència general del programa va augmentar un 50% després de l'episodi final. Va rebre crítiques generalment positives, amb elogis per al guió de Nation, tot i que diversos crítics van criticar la seva durada. Més tard va rebre diverses adaptacions impresas, així com a mitjans domèstics i llançaments de bandes sonores, i va ser adaptat a un llargmetratge protagonitzat per Peter Cushing.

## Argument
El TARDIS aterra en una jungla petrificada, on el Primer Doctor (William Hartnell) intenta determinar la seva posició fent una lectura de les estrelles. Insisteix que explorin una ciutat futurista que veuen més enllà del bosc, però Ian Chesterton (William Russell) i Barbara Wright (Jacqueline Hill) no n'estan convençuts. Al bosc, algú toca l'espatlla de Susan Foreman (Carole Ann Ford); el Doctor no se la creu. Més tard, es troba una caixa de vials fora del TARDIS. El Doctor afirma que l'enllaç fluid del TARDIS s'està quedant sense mercuri (una estratagema que després admet), obligant la tripulació a viatjar a la ciutat a la recerca de més mercuri.
La Barbara es separa dels seus col·legues a la ciutat i és amenaçada per una criatura invisible amb un braç metàl·lic. En poc temps, tota la tripulació és capturada per criatures invisibles que operen màquines semblants a tancs, els dàleks. Finalment, la Susan és enviada a recuperar fàrmacs anti-radiació del TARDIS després que el Doctor s'adoni que això és el que contenia la caixa. La Susan es troba amb una segona espècie, els Thals, que solien estar en guerra amb els Dàleks. El Thal que va deixar les drogues revela que la va trobar al bosc. Susan intenta negociar la pau entre els dos grups, i tot i que sembla que funciona, els Dàleks finalment traeixen els Thals, obrint foc contra ells en el que se suposa que era un intercanvi pacífic de menjar. Els Dàleks intenten utilitzar les drogues anti-radiació, però descobreixen que són fatals per a Dàleks. Conclouen que els Dàleks necessiten radiació per sobreviure i decideixen bombardejar l'atmosfera amb més radiació.
En el caos següent, el Doctor i els seus companys escapen amb els Thals i els expliquen la seva versió de la història del seu planeta. També s'assabenten que els Thals són pacifistes declarats. No poden deixar Skaro, però, ja que l'enllaç fluid ha estat pres pels Dàleks. Per tal de salvar-los dels Dàleks, la tripulació TARDIS convenç als Thals de la importància de l'agressió i la guerra, i aconsegueixen liderar els Thals en un atac reeixit contra els Dàleks. Al final, es creu que la raça Dàlek s'ha destruït quan la seva font d'alimentació es va tallar. La tripulació del TARDIS abandona Skaro, però una explosió al TARDIS els noqueja.

## Producció

### Concepció i escriptura
El segon serial de Doctor Who sempre va estar planificat per ser futurista, a causa de la naturalesa històrica de la primera sèrie, An Unearthly Child. El juliol de 1963, la sèrie es titulava Doctor Who and the Robots, escrita per Anthony Coburn i dirigida per Rex Tucker ;  aquest últim també havia de dirigir el quart serial, Doctor Who and the Mutants, per a la qual l'editor de guió David Whitaker va encarregar a l'escriptor de comèdia Terry Nation el 31 de juliol, impressionat pel seu treball a la sèrie de ciència-ficció Out of This World. Nation havia escrit un esbós de 26 pàgines per a una història titulada The Survivors (Els supervivents) a casa seva, influenciada per l'amenaça d'extermini racial per part dels nazis i les preocupacions de la guerra avançada, a més de prendre influències de la novel·la La màquina del temps d'H.G. Wells (1895). Impressionada per l'esbós, la productora Verity Lambert va ampliar la sèrie de sis a set episodis el 8 d'agost, per desenvolupar millor la història de Nation.
El creador de l'espectacle Sydney Newman i el cap de sèries Donald Wilson estaven descontents amb la sèrie, havent volgut evitar que apareguessin "monstres amb ulls d'insecte"; tanmateix, sense altres guions preparats, es van veure obligats a acceptar el serial per a la producció. El serial es va avançar més tard a la segona en ordre d'emissió. A causa d'altres compromisos sobtats, Nation va escriure ràpidament els guions de la sèrie a raó d'un per dia. El 16 de setembre, després de la sortida de Tucker del programa, Christopher Barry va ser nomenat per dirigir la sèrie. L'opció original de Lambert com a director era Richard Martin, però Wilson volia que Barry es mantingués al capdavant. Tanmateix, els altres compromisos laborals de Barry van portar a un compromís per part de l'equip de producció: Barry dirigiria els primers episodis de la sèrie i Martin el seguiria per guanyar més experiència. El serial va passar per diversos títols de treball durant la producció, inclosos The Survivors i Beyond the Sun, abans d'establir-se com The Mutants cap al final de la producció.

### Disseny i música
El dissenyador originalment assignat a aquesta sèrie era Ridley Scott, més tard un famós director de cinema. No obstant això, un problema amb l'agenda de Scott va fer que fos substituït per Raymond Cusick, a qui li va donar així la tasca de realitzar les criatures dàlek. Cusick va basar el disseny dels dàleks en un home assegut en una cadira. El disseny original de Cusick era tubular, amb una secció de faldilla llisa, el ventre irregular amb un braç de pinça i un cap curt amb una lent ocular; Lambert va rebutjar aquest disseny per ser massa car. Es va decidir que els dissenys haurien de ser més còmodes per als actors, permetent-los estar asseguts. El segon disseny de Cusick era més curt, amb un cos amb dibuixos de diamants i un cap més gran, i dos braços d'urpa de doble articulació; un dels braços va ser substituït per una ventosa, a causa del baix pressupost de la producció. El disseny es va perfeccionar per adaptar-se a un petit tricicle, i els braços es movien més avall per permetre a l'operador veure fora d'una gasa metàl·lica per sobre del ventre. Es van afegir llums a la cúpula per indicar quin dàlek estava parlant, tal com va suggerir Barry.
Shawcraft Models —que havia dissenyat parts del conjunt TARDIS— va treballar amb Cusick per dissenyar els dàleks; quan Cusick es va reunir amb Bill Roberts de Shawcraft per parlar del projecte, va utilitzar un saler per mostrar els moviments dels dàleks. El prototip (conegut internament com "Shawcraft One") tenia una base de fusta, amb la secció de la faldilla feta amb fibra de vidre. Es trobava a quatre peus i sis polzades, permetent un petit actor assegut dins. La BBC va aprovar els dissenys de Shawcraft, permetent tres setmanes per als models finals. Tot i que Cusick volia sis dàleks, el pressupost de 500 £ només en permetia quatre. Els models finals eren de quatre peus de vuit polzades, pintats en plata amb adorns grisos i boles de color blau clar a la faldilla; els llums de les cúpules eren llums d'arbre de Nadal cobertes per una pilota de ping-pong, accionada per l'actor a l'interior.
Nation va afirmar una vegada que va inventar el nom "Dàlek" després de veure un conjunt d'enciclopèdies amb un volum que abastava la secció de l'alfabet de Dal – Lek . Tot i això, més tard va admetre que es tractava d'una història per a la premsa i que símplement es va inventar el nom. Barry va encarregar a Tristram Cary que proporcionés la partitura incidental de la sèrie, després d'haver treballat junts a No Cloak — No Dagger ; mentre que a Newman no li agradava el treball de Cary, Barry i Lambert el van convèncer del contrari. Barry n'havia escoltat música concreta i, intrigat per ella, li va demanar a Cary que compongués una partitura electrònica estranya i simplista per a la sèrie. Al serial es van utilitzar uns vint minuts de música.

### Repartiment i personatges
L'actor Alan Wheatley va ser escollit per interpretar a Temmosus, el líder dels thals, després d'haver treballat amb Hartnell en un episodi de The Flying Doctor el 1959; David Markham va ser considerat originalment per al paper. Virginia Wetherell va interpretar la dona thal anomenada Dyoni, després d'haver treballat prèviament amb Martin. Dinsdale Landen va ser escollit per interpretar a Ganatus, però els canvis de data de producció el van obligar a abandonar la sèrie; va ser substituït per Philip Bond, amb qui Barry havia treballat a No Cloak — No Dagger. Els noms dels thals es van revisar en el guió final: Temmosus era originalment Stohl, Alydon era Vahn, Ganatus era Kurt, Kristas era Jahl, Antodus era Ven, Dyoni era Daren i Elyon era Zhor. Quatre actors van ser escollits com a operadors de daleks, a causa de la seva petita estatura i capacitat muscular: Robert Jewell, Kevin Manser, Michael Summerton i Gerald Taylor; Barry coneixia a Manser com un actor sensible que reaccionava bé a les veus, mentre que Martin coneixia a Taylor a través del teatre de repertori. A causa de les veus electròniques dels dàleks, es va considerar poc pràctic que els actors dins de les màquines també fessin el diàleg. Com a resultat, les veus de dàlek van ser interpretades fora de l'escenari per Peter Hawkins i David Graham. Barry es va posar en contacte amb la Unitat Conjunta d'Investigació de la Parla de Correus per obtenir informació sobre veus electròniques. Es van proporcionar dues mostres: una utilitzant un vocoder amb to monòton baix i mitjà; i un que utilitzava caràcters informàtics escrits, generant un so menys humà però que consumia més temps. Tot i que a Barry li agradava aquests mètodes, la BBC va optar per desenvolupar el seu propi mètode per aconseguir un efecte similar, ja que es requeria una part del discurs dàlek a l'estudi durant la producció. Martin va treballar amb Brian Hodgson de BBC Radiophonic Workshop per trobar tons adequats; en última instància, els actors van parlar a través d'un micròfon de cinta de llavis, que més tard rebia una qualitat electrònica després de passar per un modulador en anell.

### Rodatge
Una setmana de rodatge va tenir lloc a partir del 28 d'octubre de 1963, que consistia principalment en insercions de la ciutat i models. Els assajos del repartiment van començar l'11 de novembre; Nation només va assistir a una sessió, per compromisos laborals. Alguns dels diàlegs daleks van ser pregravats el 13 de novembre per Hawkins i Graham, retratant el "Dalek One" de to agut i "Dalek Two" de to més baix, respectivament. La gravació setmanal de la sèrie va començar el 15 de novembre; es va descobrir més tard que la primera gravació estava afectada per inducció, un efecte en el qual les veus dels auriculars dels assistents de producció eren clarament audibles. L'episodi es va tornar a gravar el 6 de desembre, fent retrocedir les gravacions setmanals dels episodis 4-7 una setmana. L'episodi final es va gravar el 10 de gener de 1964.

## Recepció

### Emissió i classificacions
| Episodi | Títol             | Durada | Data d'emissió original | Espectadors RU (milions) | Índex d'apreciació |
| ------- | ----------------- | ------ | ----------------------- | ------------------------ | ------------------ |
| 1       | «The Dead Planet» | 24:22  | 21 de desembre de 1963  | 6.9                      | 59                 |
| 2       | «The Survivors»   | 24:27  | 28 de desembre de 1963  | 6.4                      | 58                 |
| 3       | «The Escape»      | 25:10  | 4 de gener de 1964      | 8.9                      | 63                 |
| 4       | «The Ambush»      | 24:37  | 11 de gener de 1964     | 9.9                      | 63                 |
| 5       | «The Expedition»  | 24:31  | 18 de gener de 1964     | 9.9                      | 63                 |
| 6       | «The Ordeal»      | 26:14  | 25 de gener de 1964     | 10.4                     | 63                 |
| 7       | «The Rescue»      | 22:24  | 1 de febrer de 1964     | 10.4                     | 65                 |

El primer episodi es va emetre a BBC TV el 21 de desembre de 1963 i va ser vist per 6,9 milions d'espectadors. El següent episodi va rebre 6,4 milions d'espectadors. Al tercer episodi, les notícies sobre els dàleks s'havien estès i l'episodi va ser vist per 8,9 milions d'espectadors. Un milió d'espectadors addicionals van mirar durant les dues setmanes següents, i els dos últims episodis van arribar als 10,4 milions; al final de la sèrie, l'audiència total del programa havia augmentat un 50%. Fins ara, la sèrie s'ha repetit dues vegades a la BBC: l'episodi final es va emetre a BBC Two a última hora de la nit del 13 de novembre de 1999 com a part de "Doctor Who Night", aconseguint 1,6 milions d'espectadors; i la sèrie es va mostrar en tres blocs del 5 al 9 d'abril de 2008 a BBC Four, com a part d'una celebració de la vida i l'obra de Lambert després de la seva mort el novembre de 2007.
BBC Enterprises es va preparar per disposar dels enregistraments de 16 mm de la sèrie el 1978. Quan això va ser descobert pel fan Ian Levine i l'empleat de vendes de pel·lícules de la BBC Enterprises, John Bridger, van contactar amb Sue Malden dels arxius de la BBC per demanar que cessés la destrucció de The Daleks i totes les altres sèries restants de Doctor Who dels anys 60. Posteriorment, les impressions de pel·lícules restants es van traslladar als arxius de la BBC per a la seva conservació. Una còpia més del cinquè episodi de la sèrie es va descobrir a la col·lecció privada de l'antic empleat de la BBC Francis Watson i es va tornar a la BBC el 2004.

### Resposta crítica
Després de l'emissió del cinquè episodi, Richard Sear del Daily Mirror va descriure l'espectacle com a "coses esplèndides per a nens", i va descriure el cliffhanger com "esclatant". Les crítiques retrospectives també van ser positives. A The Discontinuity Guide (1995), Paul Cornell, Martin Day i Keith Topping van descriure la sèrie com "brillantament dirigida, plena de tocs inventius i meravelloses decoracions"; van assenyalar que els primers quatre episodis van ajudar a llançar Doctor Who a l'èxit, però van escriure que els tres últims "comprenen una caminada de pel·lícula B a través de paisatges horribles", comparant-la desfavorablement amb Flash Gordon. A The Television Companion (1998), David J. Howe i Stephen James Walker van elogiar la sèrie per presentar els daleks i van lloar els dissenys de Cusick, però van considerar que els thals, sobretot després de la mort del seu líder Temmosus al quart episodi, eren "estereotips sense rostre" utilitzats només per a la trama, i va criticar el seu disseny de vestuari. Al seu llibre A Critical History of Doctor Who (1999), John Kenneth Muir va elogiar de manera similar els dàleks, així com la direcció "elegant" de Barry i les actuacions de Hill i Hartnell. El 2006, John Sinnott a DVD Talk, tot i assenyalar que "hi ha unes quantes parts que arrosseguen una mica", va elogiar el guió per permetre que els personatges es desenvolupessin i manteninguessin la tensió a diferència del serial anterior. El 2008, Patrick Mulkern de Radio Times va elogiar la força dels guions de Nation, especialment els tres primers cliffhangers, però va considerar que "la urgència i la claustrofòbia s'esvaïen cap al final", descrivint la batalla final com "un assumpte decebedorament flàgid". El 2011, Christopher Bahn de The AV Club va escriure que la sèrie és "bastant sòlida, plena d'acció a bon ritme i algunes caracteritzacions interessants i subtils, tot i que definitivament comença a arrossegar el cinquè episodi, amb una llarga caminada per pantans i cavernes que avança la trama aproximadament una polzada".

## Estrenes comercials
La història es va publicar originalment en VHS el 5 de juny de 1989, amb una portada de fotomuntatge. Una versió remasteritzada de la sèrie es va publicar en VHS el 26 de febrer de 2001 amb el títol Doctor Who: The Daleks (Remastered). Per al llançament en DVD el 30 de gener de 2006, el serial es va publicar com a part de Doctor Who: The Beginning juntament amb el primer i el tercer serial, amb diverses presentacions especials, incloent comentaris d'àudio de l'equip de producció i un documental sobre la creació dels dàleks.

### En mitjans impressos
The Daleks va ser el primer serial de Doctor Who adaptat com a novel·la. Escrit per David Whitaker, el llibre es va publicar per primera vegada en tapa dura el 12 de novembre de 1964 per Frederick Muller Ltd com Doctor Who in an Exciting Adventure with the Daleks . A l'octubre de 1965 va seguir un llançament de butxaca d'Armada Books amb una nova portada i il·lustracions interiors de Peter Archer. El 1966 es van publicar dues versions internacionals del llibre: una edició neerlandesa de tapa dura, Dr Who en de Daleks, va ser traduïda per Tuuk Buijtenhuijs; i les edicions de tapa dura estatunidenca i canadenca van ser autoritzades a Soccer Books i Saunders, respectivament. El juliol de 1967, Avon Books va publicar un llibre de butxaca nord-americà, amb una portada de fotomuntatge de Paul Weller.
El 1972, Universal-Tandem Publishing va adquirir els drets per reeditar el títol com a part de la nova gamma Target Books. Rebatejat com Doctor Who and the Daleks, el llibre es va publicar el 2 de maig de 1973 amb una nova portada pintada de Hartnell. El llançament també va rebre diverses traduccions a tot el món. El 16 de gener de 1992 es va publicar una nova versió de Virgin Books titulada Doctor Who – The Daleks, amb una portada d'Alister Pearson, i una reproducció del llibre Target es va publicar el 7 de juliol de 2011 amb una portada de Chris Achilleos i pròleg de l'autor de fantasia Neil Gaiman. Una versió il·lustrada del llibre, amb art de Robert Hack, es va publicar el 3 de novembre de 2022.
Una transcripció textual de la versió transmesa de la sèrie, editada per John McElroy, va ser publicada per Titan Books el desembre de 1989, i reeditat el 1992. Una lectura d'audiollibre de la novel·lització, narrada per William Russell, va ser publicada per BBC Audiobooks en CD el 7 de març de 2005, i posteriorment es va reeditar al conjunt de cinc CD Doctor Who: Travels in Time and Space el 7 de novembre de 2005.

### Banda sonora
La música de Cary d'aquesta sèrie es va publicar per primera vegada en CD com a part de Doctor Who: Devils' Planets – The Music of Tristram Cary per BBC Music l'1 de setembre de 2003. La música també va rebre un llançament de CD individual, juntament amb sons de Hodgson i el BBC Radiophonic Workshop, el 15 de setembre de 2017.
Totes les cançons foren escrites i compostes per Tristram Cary, excepte quan s'indiqui el contrari. 
| Núm.          | Títol                                                                  | Durada |
| ------------- | ---------------------------------------------------------------------- | ------ |
| 1.            | «Doctor Who (Original Theme)» (Ron Grainer arr. Delia Derbyshire)      | 1:25   |
| 2.            | «Forest Atmosphere»                                                    | 1:08   |
| 3.            | «Skaro: Petrified Forest Atmosphere ("Thal Wind")» (Brian Hodgson)     | 4:53   |
| 4.            | «Forest With Creature»                                                 | 0:55   |
| 5.            | «City Music 1 & 2»                                                     | 0:56   |
| 6.            | «Thing In Jungle»                                                      | 0:52   |
| 7.            | «TARDIS Computer» (Hodgson)                                            | 1:13   |
| 8.            | «City Music 3»                                                         | 0:43   |
| 9.            | «Dalek City Corridor» (Hodgson)                                        | 3:46   |
| 10.           | «The Daleks»                                                           | 0:33   |
| 11.           | «Radiation Sickness»                                                   | 0:52   |
| 12.           | «Dalek Control Room» (Hodgson)                                         | 3:26   |
| 13.           | «The Storm 1 & 2»                                                      | 2:01   |
| 14.           | «The Storm Continued (Susan Meets Alydon)»                             | 2:38   |
| 15.           | «Inside The City»                                                      | 0:27   |
| 16.           | «What's Inside A Dalek»                                                | 0:35   |
| 17.           | «The Fight»                                                            | 1:02   |
| 18.           | «The Ambush»                                                           | 2:00   |
| 19.           | «Fluid Link»                                                           | 0:35   |
| 20.           | «Rising Tension»                                                       | 1:18   |
| 21.           | «Demented Dalek»                                                       | 0:22   |
| 22.           | «The Swamp»                                                            | 2:31   |
| 23.           | «The Cave 1»                                                           | 2:07   |
| 24.           | «Barbara Loses The Rope»                                               | 0:18   |
| 25.           | «High Sound And Heartbeats (Antodus and Ganatus)»                      | 2:06   |
| 26.           | «Pebble Dropped»                                                       | 0:13   |
| 27.           | «Captive Of The Daleks»                                                | 0:16   |
| 28.           | «Heartbeats (Antodus Falls)»                                           | 2:17   |
| 29.           | «The Cave II»                                                          | 2:21   |
| 30.           | «Capsule Oscillation (Dalek Destructor Fuse/Bomb Countdown)» (Hodgson) | 1:09   |
| 31.           | «Explosion/TARDIS Stops» (Hodgson)                                     | 1:10   |
| 32.           | «Five Explosions»                                                      | 0:31   |
| 33.           | «The Ambush (Loop)»                                                    | 1:45   |
| 34.           | «Funeral Chords»                                                       | 0:17   |
| 35.           | «Funeral Chords (Alternative)»                                         | 0:32   |
| 36.           | «Funeral Chords (Loop)»                                                | 0:36   |
| Durada total: | Durada total:                                                          | 50:28  |

## Versió cinematogràfica
El 1965, la sèrie va ser adaptada per Milton Subotsky com a pel·lícula, Dr. Who and the Daleks, protagonitzada per Peter Cushing com el Dr. Who, Roberta Tovey com Susan, Roy Castle com Ian Chesterton i Jennie Linden com Barbara. La pel·lícula també va rebre una seqüela el 1966, Daleks' Invasion Earth 2150 AD, basada en la sèrie de 1964 The Dalek Invasion of Earth.

## The Daleks in Colour
El 2 de novembre de 2023 es va anunciar una versió en color de 75 minuts de la sèrie, titulada The Daleks in Color, per celebrar el 60è aniversari de Doctor Who. La colorització va estar en producció durant més d'un any i inclou una nova partitura de Mark Ayres, un disseny de so original i un nou material escrit pel showrunner actual Russell T Davies i gravat per l'actor de veu original de dàlek David Graham. Davies va intentar pintar antigues sèries de Doctor Who poc després de tornar el paper de showrunner el 2022, considerant-se "el conservador d'un museu en cert sentit". The Daleks in Color va ser editat per Benjamin Cook. Els colors es van seleccionar en funció del seu aspecte a la pantalla, en lloc dels colors originals dels accessoris.
The Daleks in Color es va emetre a BBC Four el 23 de novembre, abans d'estar disponible a BBC iPlayer. Va ser llançat en DVD i Blu-ray, juntament amb la sèrie original de set parts, el 12 de febrer de 2024 al Regne Unit i el 19 de març als Estats Units; s'estrenarà el 4 de setembre a Austràlia. També estava disponible com a versió de Steelbook. Tristram Fane Saunders de The Telegraph va felicitar l'edició i va elogiar el disseny de producció, la cinematografia i la partitura de la sèrie original. Adi Tantimedh de Bleeding Cool va lloar el ritme més ràpid per augmentar les actuacions i la caracterització, tot i que va trobar alguns talls massa bruscs, flashbacks innecessaris i la qualitat de la imatge inestable. Andrew Gladman de Comic Book Resources, va considerar la puntuació d'Ayres "una força impulsora" per al ritme més ràpid de la història.

### Banda sonora
Ayres va compondre la partitura de The Daleks in Color. Tot i que l'equip de producció va considerar originalment una recomposició completa, Ayres va insistir que el treball original de Cary es mantingués, ja que era amic de Cary i Hodgson. Va buscar que la seva obra fos "tant de celebració com de reinvenció: respectuosa amb l'original, encara que no del tot reverencial". Silva Screen Records publicarà una banda sonora de dos discos de The Daleks in Color, amb el treball de Cary i Ayres, el 23 d'agost de 2024. El primer disc inclou la banda sonora de la sèrie, mentre que el segon inclou pistes alternatives i no utilitzades.